# Дом Советов (Тирасполь)
Дом Советов — одно из центральных зданий Тирасполя — столицы Приднестровской Молдавской Республики. Памятник архитектуры стиля «Сталинский ампир». В здании сейчас располагается городской совет Тирасполя.

## История
Дом Советов является одним из известных символов города Тирасполя и Приднестровья.
Здание построено в 1953 г., по данным БСЭ, по другим данным, в 1956 г. Архитектор С. В. Васильев.
На здании Дома Советов укреплена мемориальная доска в память о работавшем здесь В. Г. Синеве — почетном гражданине г. Тирасполя, председателе исполкома Тираспольского городского Совета народных депутатов (1971—1986), члене правительства ПМР.

## Описание
Здание Дома Советов играет важную роль в формировании архитектурного облика Тирасполя второй половины XX — начала XXI вв. Является архитектурной доминантой центральной части Тирасполя, наряду со зданием Верховного Совета ПМР (1983 г.).
Здание четырёхэтажное, прямоугольное в плане. Архитектурные формы здания отражают главные черты стиля «сталинского ампира». Главный фасад украшен десятиколонным портиком, что довольно нехарактерно для провинциальных административных зданий этого стиля (традиционны 6-ти, реже 8-ми колонные портики). Над главным фасадом помещено башнеобразное завершение. Завершает здание островерхий шпиль, увенчанный красной звездой.
Примечательно, что, в отличие от многих сооружений сталинского ампира в республиках бывшего СССР, здание Дома Советов в Тирасполе сохранило весь свой обильный декор, включая советскую символику.

## События 1990—1992 гг

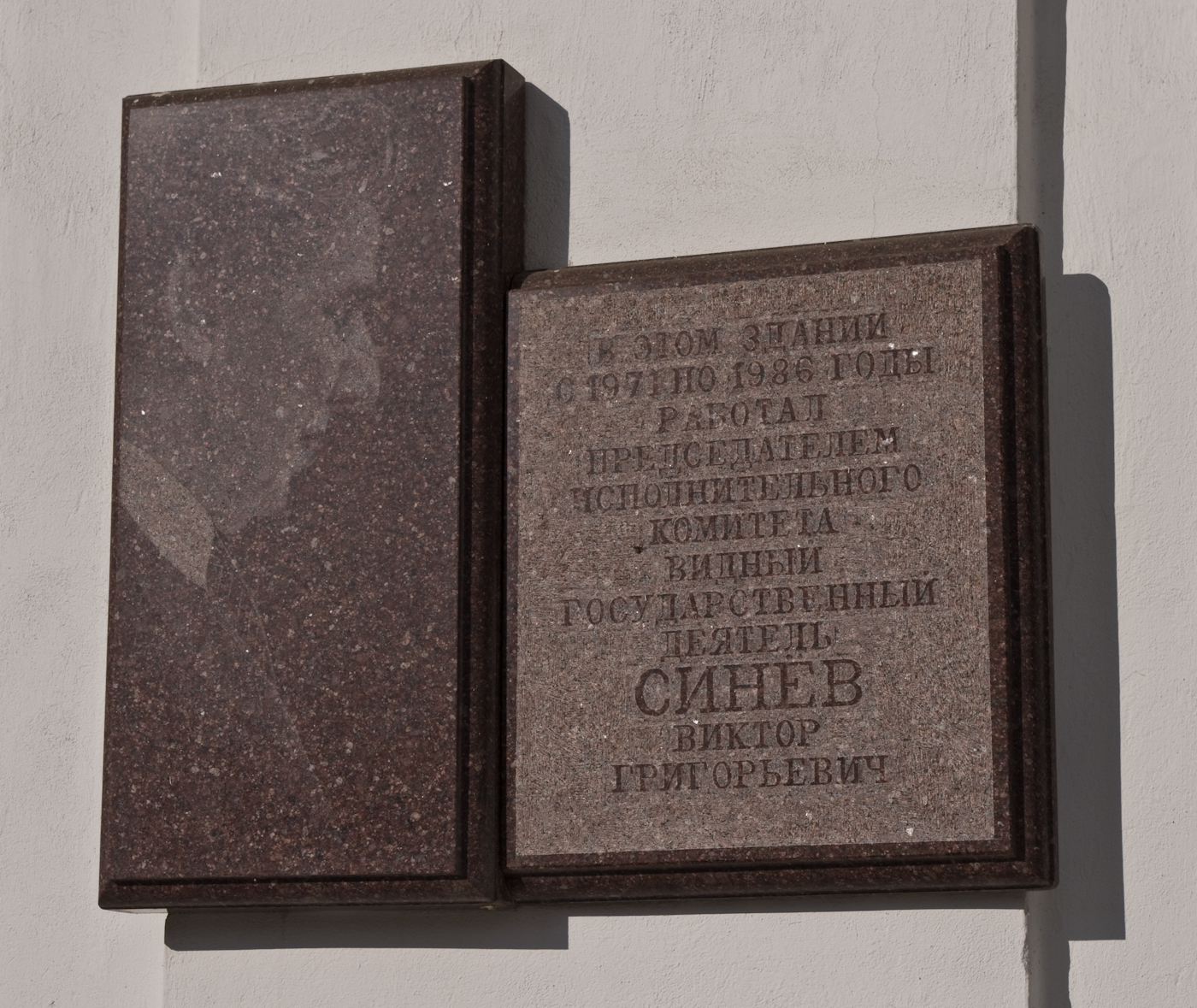
Синёв В. Г.

Здание Дома Советов является одним из символов борьбы за самоопределение Приднестровской Молдавской Республики. Начиная с 1990 г., в здании заседали органы самопровозглашенной ПМР. Здание стало ареной противостояния сторонников независимости Приднестровья и нахождения в составе Молдавии. Например, осенью 1990 года произошли столкновения из-за очередной попытки водрузить румынский триколор над зданием Дома Советов, предпринятой членами так называемой «группы Илашку». Акция была сорвана — шестеро рабочих завода имени Кирова остановили сторонников Народного фронта Молдовы на пороге Дома Советов.

## Дом Советов в нумизматике
Здание Дома Советов изображено на юбилейных монетах, выпущенных Приднестровским Республиканским банком:
- монета «210-летие образования Тирасполя. 1792—2002», номинал 100 приднестровских рублей (серебро, 2002)
- монета «Пятнадцать лет образования ПМР. 1990—2005», номинал 100 приднестровских рублей (серебро, 2005)
- монета «Пятнадцать лет образования ПМР. 1990—2005», номинал 15 приднестровских рублей (золото, 2006).

## Дом Советов в кинематографе
Здание Дома Советов использовано в ходе съёмок советского кинофильма «Не имей 100 рублей…» (1959) в качестве здания Министерства финансов.

## Галерея
Дом Советов является одним из самых красивых зданий Тирасполя.

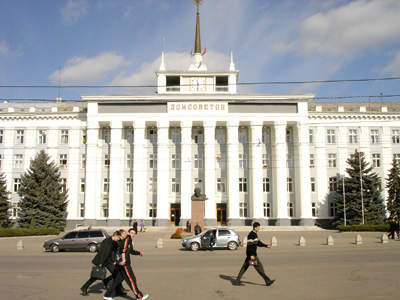
В 2006 году
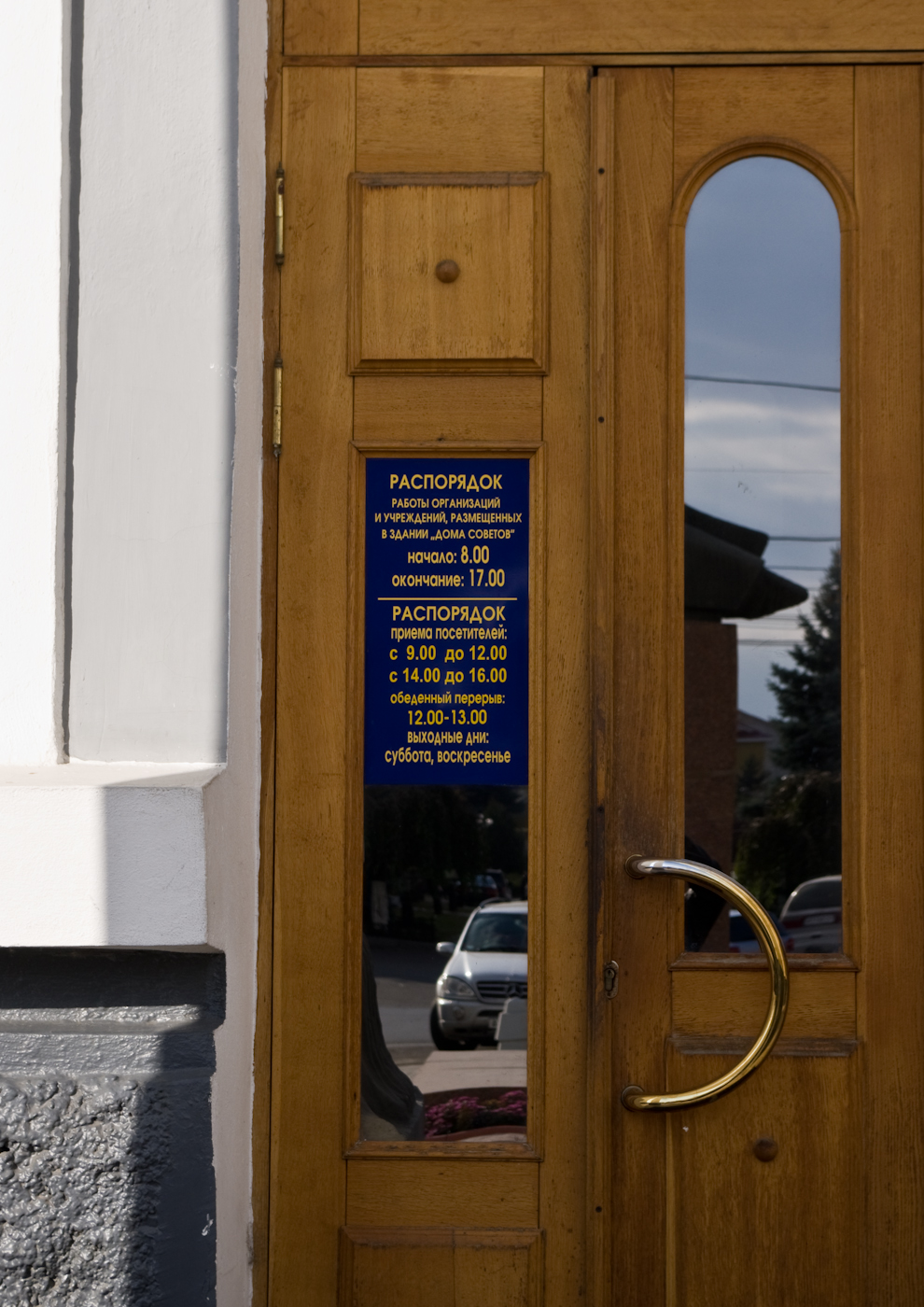
Распорядок работы